# Странички календаря
«Странички календаря» — советский кукольный мультфильм, созданный режиссёром Анатолием Карановичем в 1965 году на студии «Союзмультфильм».

## Сюжет
Как выглядит зима и как звучит весна? Какого цвета лето и какого цвета осень? Рассказы о временах года в стихах.
Мультфильм рассказывает о временах года и обучает маленьких зрителей не только законам природы, но и тому, как мы должны помогать нашей земле летом, зимой, весной и осенью.
Каждая страничка календаря открывается четверостишием Жанны Витензон.

## Создатели
- Автор сценария — Жанна Витензон
- Режиссёр — Анатолий Каранович
- Художник-постановщик — Валентина Василенко, Тамара Полетика
- Композитор — Григорий Фрид
- Оператор — Теодор Бунимович
- Звукооператор — Борис Фильчиков
- Монтажер — Лидия Кякшт[2]
- Художники-мультипликаторы — Майя Бузинова, Мария Портная, Юрий Клепацкий, Иосиф Доукша, Вячеслав Шилобреев, Лидия Резцова
- Куклы и декорации изготовили: Владимир Алисов, Владимир Аббакумов, И. Максимова, В. Куранов, Светлана Знаменская, Лилианна Лютинская, Роман Гуров
- Директор картины — Натан Битман[2]